# Петретта, Рауль
Рауль Петретта (итал. Raoul Petretta; род. 24 марта 1997, Райнфельден, Германия) — итальянский футболист, защитник клуба «Торонто».

## Клубная карьера
Петретта — воспитанник швейцарского клуба «Базель». 4 февраля 2017 года в матче против «Лугано» он дебютировал в швейцарской Суперлиге. В своём дебютном сезоне Петретта стал чемпионом и завоевал Кубок Швейцарии. 14 октября того же года в поединке против «Лугано» Рауль забил свой первый гол за «Базель». В 2019 году Петретта во второй раз стал обладателем национального кубка.
В июле 2022 года Петретта перешёл в клуб турецкой Суперлиги «Касымпаша». Дебютировал за «Касымпашу» он 8 августа в матче против «Истанбул Башакшехира». В январе 2023 года Петретта покинул «Касымпашу».
24 января 2023 года Петретта перешёл в клуб MLS «Торонто», подписав контракт до конца сезона 2025 с опцией продления на сезон 2026. За канадский клуб он дебютировал 25 февраля в матче стартового тура сезона 2023 против «Ди Си Юнайтед».

## Достижения
Командные
 «Базель»
- Чемпион Швейцарии — 2016/2017
- Обладатель Кубка Швейцарии — 2016/2017, 2018/2019